# Каризоло
Каризоло (итал. Carisolo) — коммуна в Италии, располагается в провинции Тренто области Трентино-Альто-Адидже.
Население составляет 936 человек (2008 г.), плотность населения составляет 39 чел./км². Занимает площадь 24 км². Почтовый индекс — 38080. Телефонный код — 0465.
Покровителем коммуны почитается святитель Николай Мирликийский, чудотворец, празднование 6 декабря.

## Демография
Динамика населения:

## Города-побратимы
- Даун, Германия (2004)

## Администрация коммуны
- Официальный сайт: http://www.carisolo.com/